# FDP-Bundesparteitag 2006
Koordinaten: 54° 8′ 23,4″ N, 12° 4′ 17,7″ O
Den Bundesparteitag der FDP 2006 hielt die FDP vom 13. bis 14. Mai 2006 in Rostock ab. Es handelte sich um den 57. ordentlichen Bundesparteitag der FDP in der Bundesrepublik Deutschland.

## Verlauf
Das Motto des Parteitags lautete „Deutschland kann mehr.“ Anwesend waren 662 Delegierte, 400 Gäste und 600 Journalisten. Insgesamt wurden siebzig Anträge zu den Schwerpunktthemen Innovations-, Umwelt- und Energiepolitik behandelt. In seiner Rede kritisierte der Parteivorsitzende Guido Westerwelle die Pläne der Bundesregierung zur Erhöhung der Mehrwertsteuer.

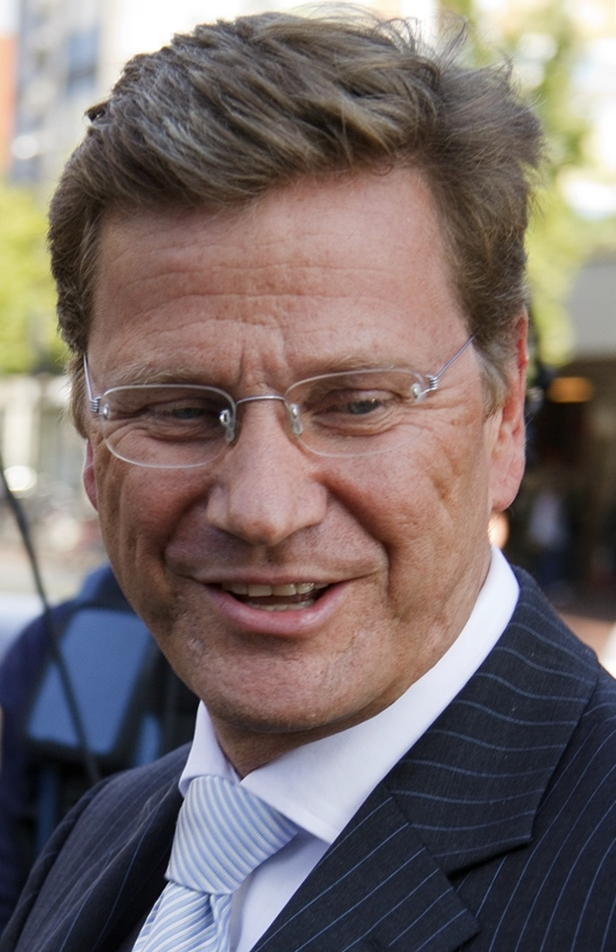
Guido Westerwelle (2009)